# 1994년 아시안 게임 태권도
제12회 아시안 게임 태권도 경기는 1994년 10월 8일에서 9일까지 일본 히로시마에서 열렸다. 아키 워드 스포츠 센터에서 진행된 이 대회에서는 남자 8체급 경기가 열렸다. 한 나라가 참가할 수 있는 선수의 수는 넷으로 제한되었다.
아시안 게임의 경기 종목이다.